# Кубок Испании по футболу 1976/1977
Кубок Испании по футболу 1976/1977 — 73-й розыгрыш Кубка Испании по футболу выиграл Реал Бетис. Этот кубок стал первым в истории команды.
Соревнование прошло в период с 22 сентября 1976 по 25 июня 1977 года.

## Результаты матчей

### 1/4 финала
| Команда 1       | Итог | Команда 2 | 1-й матч | 2-й матч |
| --------------- | ---- | --------- | -------- | -------- |
| Эспаньол        | 3:1  | Сельта    | 3:0      | 0:1      |
| Атлетик Бильбао | 6:3  | Севилья   | 5:0      | 1:3      |
| Реал Сарагоса   | 2:3  | Саламанка | 1:0      | 1:3      |
| Реал Бетис      | 3:3  | Эркулес   | 2:1      | 1:2      |

- Дополнительный матч

| Команда 1  | Счёт | Команда 2 |
| ---------- | ---- | --------- |
| Реал Бетис | 4–2  | Эркулес   |

### 1/2 финала
| Команда 1       | Итог | Команда 2  | 1-й матч | 2-й матч |
| --------------- | ---- | ---------- | -------- | -------- |
| Атлетик Бильбао | 8:1  | Саламанка  | 6:0      | 2:1      |
| Эспаньол        | 1:2  | Реал Бетис | 1:0      | 0:2      |

### Финал
| 25 июня, 1977    | \| Реал Бетис \| 2:2 (овертайм) \| Атлетик Бильбао \| \| Гарсиа 45′, 116′ \| Голы \| Карлос 14′ · Дани 97′ \| | Висенте Кальдерон, Мадрид Зрителей: 70 000 |
| Реал Бетис       | 2:2 (овертайм)                                                                                                | Атлетик Бильбао                            |
| Гарсиа 45′, 116′ | Голы | Карлос 14′ · Дани 97′                      |

| Серия пенальти:                                                                                          |     |                                                                                                 |
| Гарсиа Сориано · дель Позо · Лопес · Биоска · Карденоза · Сабате · Алабанда · Эснаола · Эулате · Бизкочо | 8:7 | Гисасола · Чуррука · Эскальза · Ирурета · Дани · Аморрорту · Виллар · Алексанко · Рохо · Ирибар |